# Keiseria amoena
Keiseria amoena är en tvåvingeart som beskrevs av Lindner 1966. Keiseria amoena ingår i släktet Keiseria och familjen vapenflugor.
Artens utbredningsområde är Madagaskar. Inga underarter finns listade i Catalogue of Life.